# Winogrono

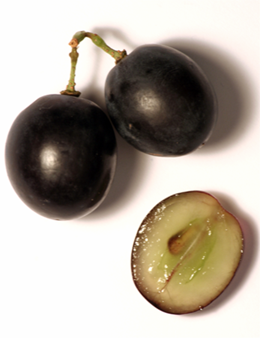
Winogrona czerwone – barwnik jest zawarty w skórce; miąższ i sok jest biały

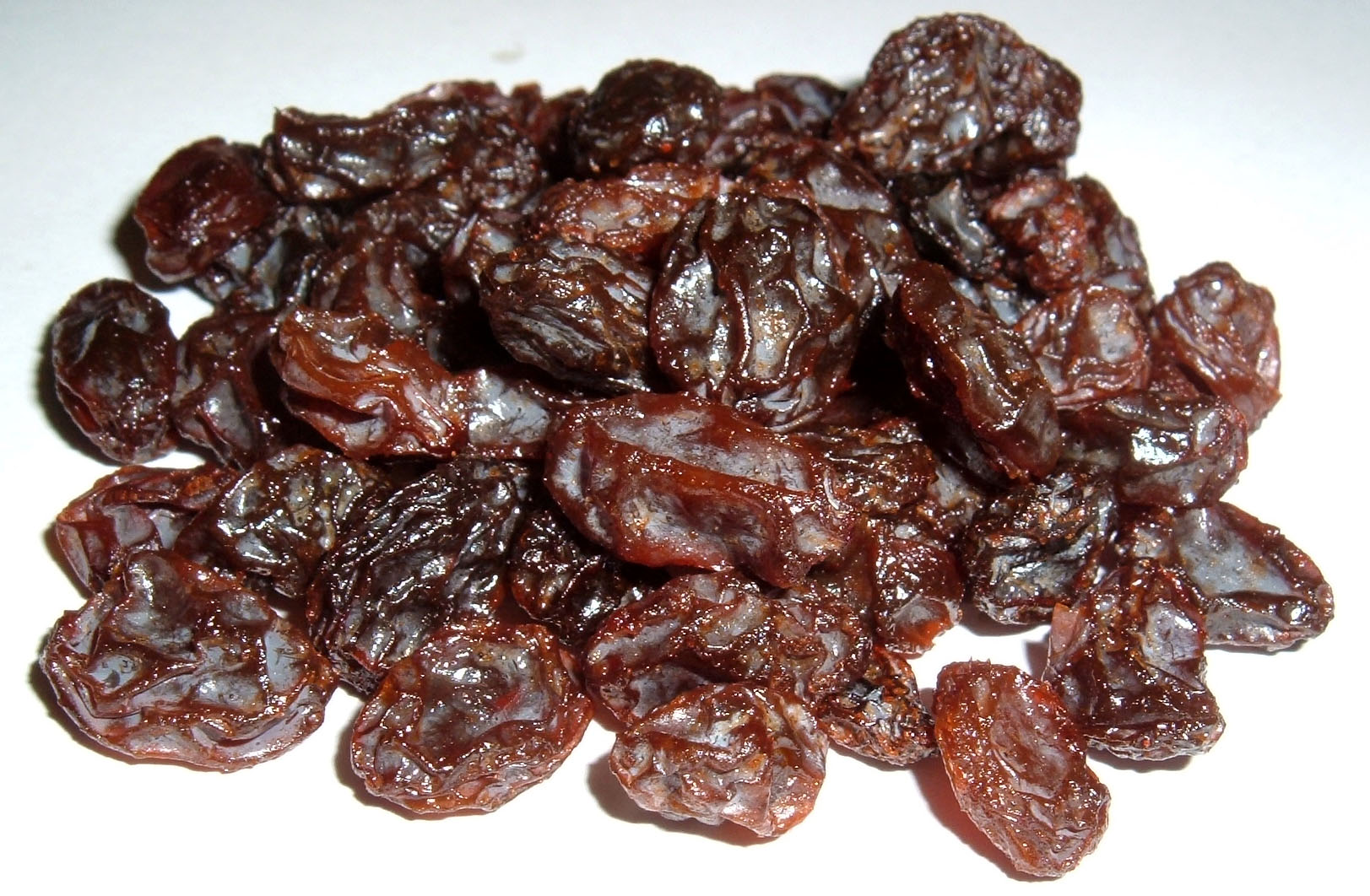
Wysuszone winogrona, rodzynki

Winogrona, winne jagody – owoce (jagody) roślin z rodziny winoroślowatych, głównie winorośli właściwej (w ścisłym znaczeniu pojedynczy owoc to winna jagoda, a winogrono to ich groniaste skupienie).
Winogrona można jeść na surowo lub można je przetwarzać. Główne produkty spożywcze uzyskiwane z winogron to: dżem, sok, galaretka, wino, wyciąg z pestek winogron, rodzynki, ocet winny i olej z pestek winogron.

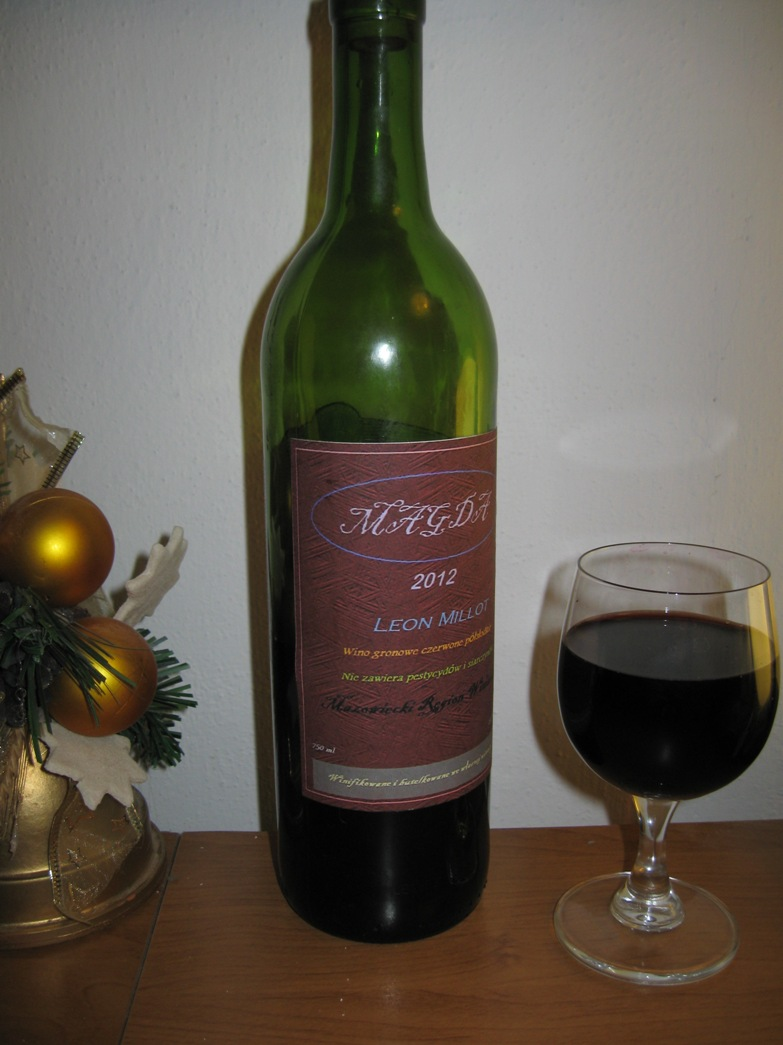
Wino – jeden z produktów wytwarzanych z winogron

Winogrona są owocami, które pochodzą od owoców dzikiej winorośli z regionu Morza Kaspijskiego. Początki produkcji wina datowane są na 8 tys. lat i miały miejsce na terenach obecnej Gruzji. Egipcjanie posiadali już zdolności uprawy winorośli i produkcji wina. Rzymianie rozpowszechnili uprawę winorośli w rejonie Morza Śródziemnego.
Obecnie uprawia się winorośl prawie na całym świecie, a jednym z najbardziej znanych pod tym względem regionów jest basen Morza Śródziemnego.